# Aplysina
Aplysina Nardo, 1834 è un genere di spugne della famiglia delle Aplysinidae.

## Specie
- Aplysina aerophoba Nardo, 1843
- Aplysina alcicornis Pinheiro, Hajdu & Custodio, 2007
- Aplysina applicata (Duchassaing & Michelotti, 1864)
- Aplysina archeri (Higgin, 1875)
- Aplysina aurea Gammill, 1998
- Aplysina bathyphila Maldonado & Young, 1998
- Aplysina cacos Lendenfeld, 1888
- Aplysina caissara Pinheiro & Hajdu, 2001
- Aplysina capensis Carter, 1875
- Aplysina cauliformis (Carter, 1882)
- Aplysina cavernicola (Vacelet, 1959)
- Aplysina cellulosa Hyatt, 1877
- Aplysina chiriquiensis Diaz, van Soest, Rützler & Guzman, 2005
- Aplysina compacta Carter, 1881
- Aplysina cristagallus Pinheiro, Hajdu & Custodio, 2007
- Aplysina digitata (Carter, 1885)
- Aplysina euplectella (Hentschel, 1912)
- Aplysina fistularis (Pallas, 1766)
- Aplysina fulva (Pallas, 1766)
- Aplysina gerardogreeni Gomez & Bakus, 1992
- Aplysina higginsi Lendenfeld, 1889
- Aplysina hirsuta Hyatt, 1875
- Aplysina holda Lendenfeld, 1889
- Aplysina inflata Carter, 1881
- Aplysina insularis (Duchassaing & Michelotti, 1864)
- Aplysina lactuca Pinheiro, Hajdu & Custodio, 2007
- Aplysina lacunosa (Pallas, 1766)
- Aplysina lendenfeldi Bergquist, 1980
- Aplysina lingua Pinheiro, Hajdu & Custodio, 2007
- Aplysina massa (Szymanski, 1904)
- Aplysina meandrina Lendenfeld, 1889
- Aplysina minima Hentschel, 1914
- Aplysina minuta Lendenfeld, 1889
- Aplysina muricyana Pinheiro, Hajdu & Custodio, 2007
- Aplysina nuciformis (Pallas, 1766)
- Aplysina ocracea Alcolado, 1984
- Aplysina orthoreticulata Pinheiro, Hajdu & Custodio, 2007
- Aplysina pergamentacea Hechtel, 1983
- Aplysina picea (Duchassaing & Michelotti, 1864)
- Aplysina primitiva Burton, 1959
- Aplysina procumbens Lendenfeld, 1889
- Aplysina pseudolacunosa Pinheiro, Hajdu & Custodio, 2007
- Aplysina reticulata Lendenfeld, 1889
- Aplysina sebae (Pallas, 1766)
- Aplysina solangeae Pinheiro, Hajdu & Custodio, 2007
- Aplysina spengeli Lendenfeld, 1889
- Aplysina tuberosa (Szymanski, 1904)